# Jean Martianay
Jean Martianay OSB (Mauriner) (* 30. Dezember 1647 in Saint-Sever (Dép. Landes); † 16. Juni 1717 in Paris) war ein französischer katholischer Theologe und Bibelwissenschaftler.

## Leben und Werk
Jean Martianay trat 1668 der Benediktinerkongregation der Mauriner bei und widmete sich dem Bibelstudium. Er lehrte zunächst in verschiedenen Klöstern seiner Kongregation biblische Exegese, bis er in St-Germain-des-Prés mit der Edition der Werke des Hieronymus (fünf Bände, Paris 1693–1706) beauftragt wurde. Mit diesem Werk und in weiteren Schriften setzte sich Jean Martianay für diesen Kirchenvater und dessen Bibelübersetzung ein. Dies führte zu Debatten mit Richard Simon (1638–1712) und Jean Le Clerc (1657–1736).